# Euobrimus
Euobrimus is een geslacht van Phasmatodea uit de familie Heteropterygidae. De wetenschappelijke naam van dit geslacht is voor het eerst geldig gepubliceerd in 1939 door Rehn & Rehn.

## Soorten
Het geslacht Euobrimus omvat de volgende soorten:
- Euobrimus atherura Rehn & Rehn, 1939
- Euobrimus bakeri Rehn & Rehn, 1939
- Euobrimus cavernosus (Stål, 1877)
- Euobrimus cleggi Rehn & Rehn, 1939
- Euobrimus dohrni Rehn & Rehn, 1939
- Euobrimus hoplites Rehn & Rehn, 1939
- Euobrimus lacerta (Redtenbacher, 1906)
- Euobrimus stephenreyesi Lit & Eusebio, 2006